# Prager Straße (Dresde)
La Prager Straße à Dresde, Seevorstadt, relie la gare à la place du Vieux Marché. Construite entre 1851 et 1853, elle est devenue rapidement une grande rue commerçante.

## Influence culturelle
La rue a inspiré le peintre Otto Dix pour son tableau éponyme. 